# Roche-Maurice
Roche-Maurice est un micro-quartier de la commune de Nantes, dans le département français de la Loire-Atlantique.

## Présentation
Roche-Maurice est rattaché au quartier Bellevue - Chantenay - Sainte-Anne. Situé à l'extrémité sud du sillon de Bretagne en bord de Loire sur la rive droite, il est limitrophe de la commune de Saint-Herblain et se trouve au pied du pont de Cheviré. Il a donné son nom au terminal céréalier du port de Nantes.

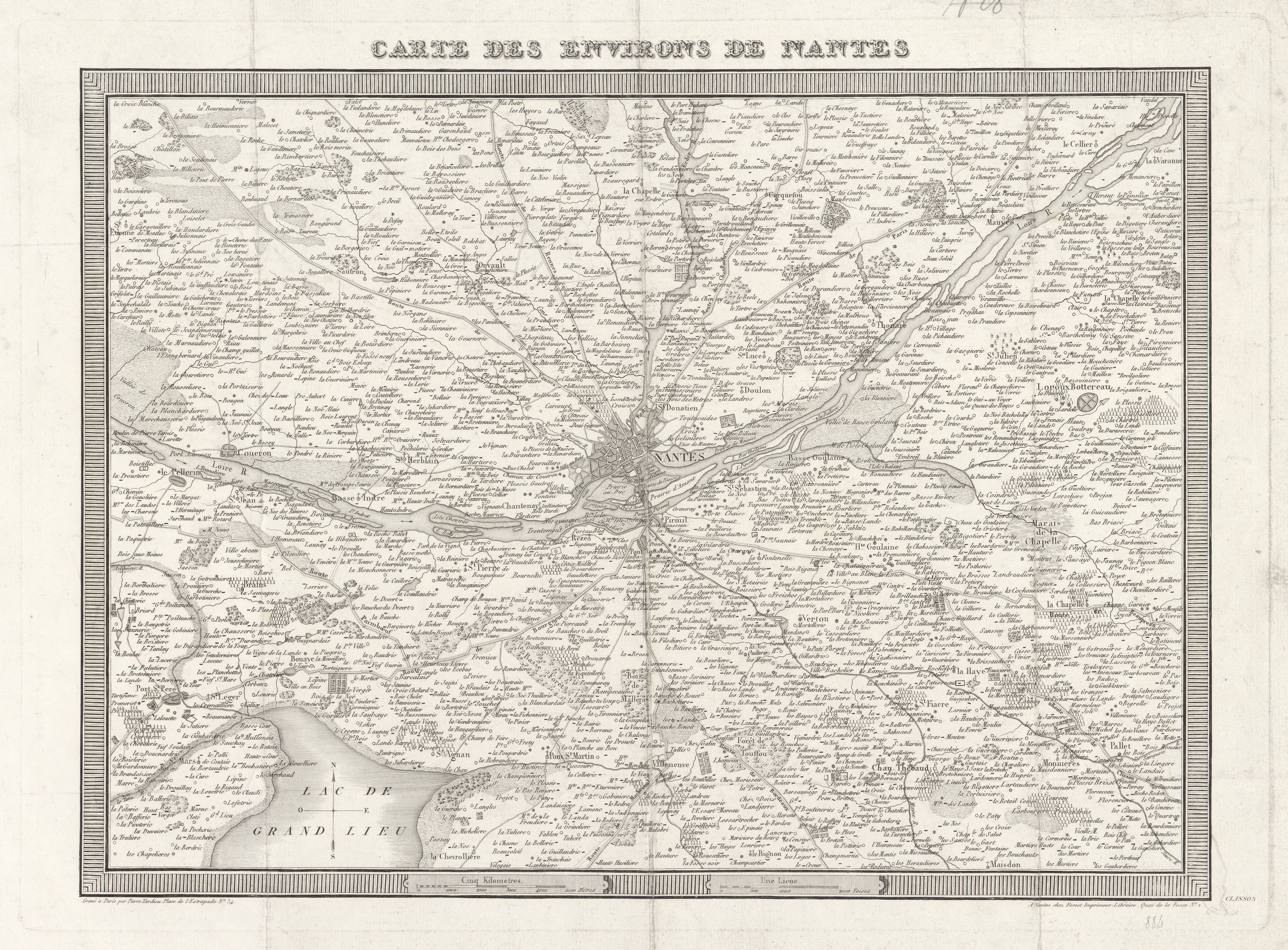
Roche-Maurice figurant sur la Carte des environs de Nantes, par Pierre Tardieu (1828)
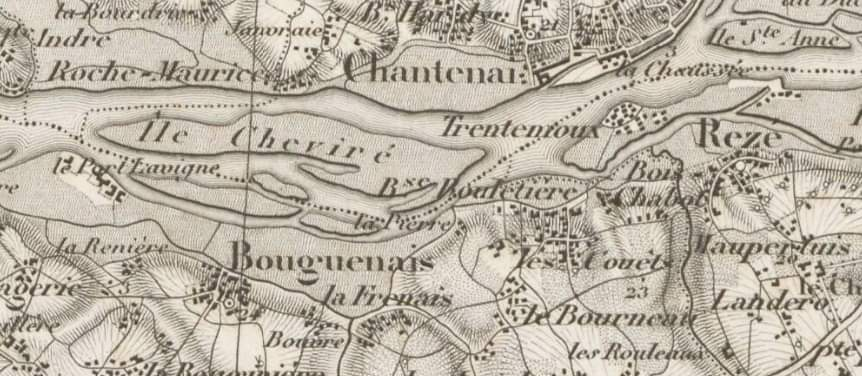
Roche-Maurice représenté sur un extrait de la carte Nantes et les Îles de la Loire (1850)

### Historique
Roche-Maurice est un ancien village d'ouvriers, employés par les usines du bas Chantenay et de pêcheurs, dont le fleuve est source de revenus, liés à la pêche traditionnelle (aloses, anguilles et civelles...).
Lieu de baignade et de promenade à la Belle Époque, on pouvait, le dimanche, y venir respirer l'air de la campagne et déguster un « vrai beurre blanc » au restaurant de la Place ou prendre un verre au café de la Loire. Le vin venait directement des chais Durance situés, à 50 m en arrière du quai.
Le terminal portuaire de Roche-Maurice est mis en service vers 1912.
Il est équipé en 1974 d'un silo.  Son quai est long de 750 mètres. Il est un des principaux greniers à céréales de l'Ouest de la France. En moyenne, un peu plus d'un million de tonnes de céréales transitent chaque année par ses installations.
En 1960, le quartier sert de décor extérieur pour le tournage du film Lola de Jacques Demy : le personnage de Michel (interprété par Jacques Harden), arrivant de La Baule dans sa Cadillac, entre dans Nantes par Roche Maurice. 
À la fin des années 1980, l'urbanisation s'intensifie et le paysage s'en trouve modifié, notamment par la fermeture du passage à niveau et la construction du pont de Cheviré en 1991.
L'ancien village de Roche-Maurice se retrouve ainsi enserré entre la voie ferrée de la ligne de Nantes à Saint-Nazaire, le fleuve et les voies d'accès au pont, tel un îlot au milieu d'une  
zone industrialo-portuaire.
Grâce aux actions de l'association d'habitants créée en 1987, le quartier possède des espaces verts, dont le square Toussaint-Louverture, aménagé en collaboration avec la ville de Nantes. C'est dans le même esprit collaboratif et sous le pilotage du Grand port maritime de Nantes-Saint-Nazaire, qu'est né l'aménagement des bords de Loire.

## Galerie
Photos anciennes

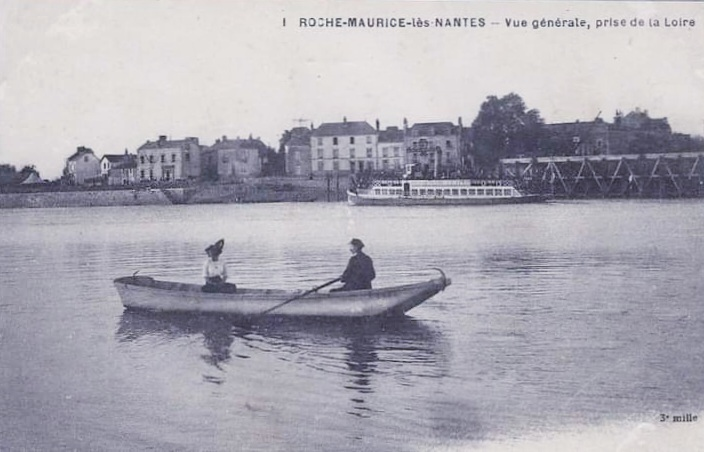
Canotage en Loire devant Roche-Maurice-lès-Nantes
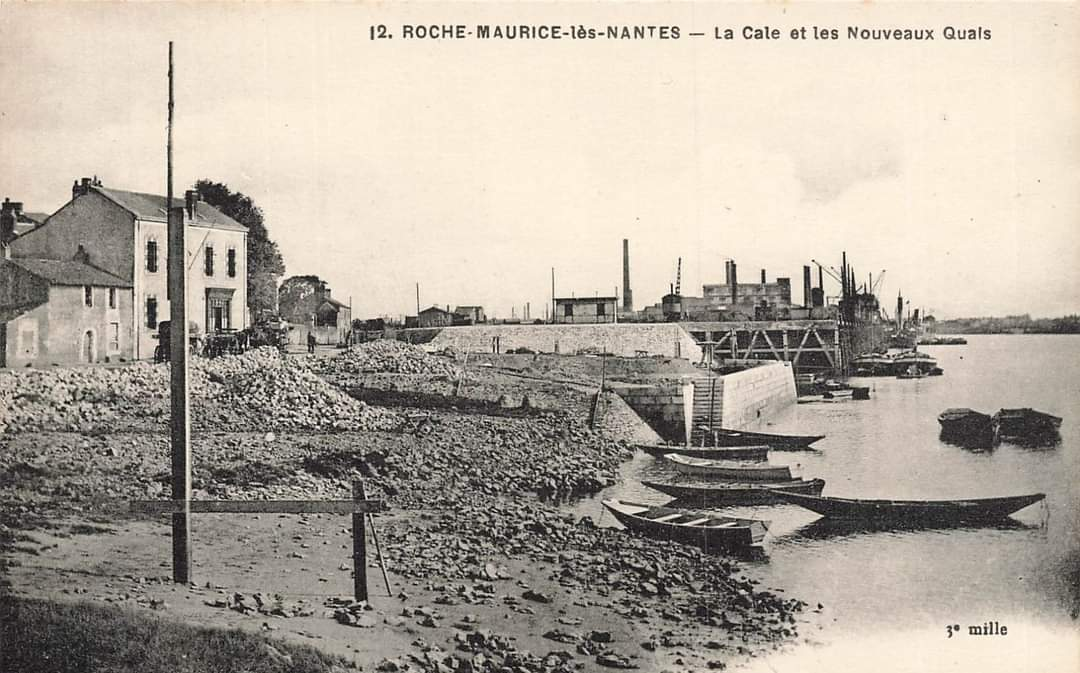
Premiers quais aménagés et barques de pêcheurs.

Photos actuelles

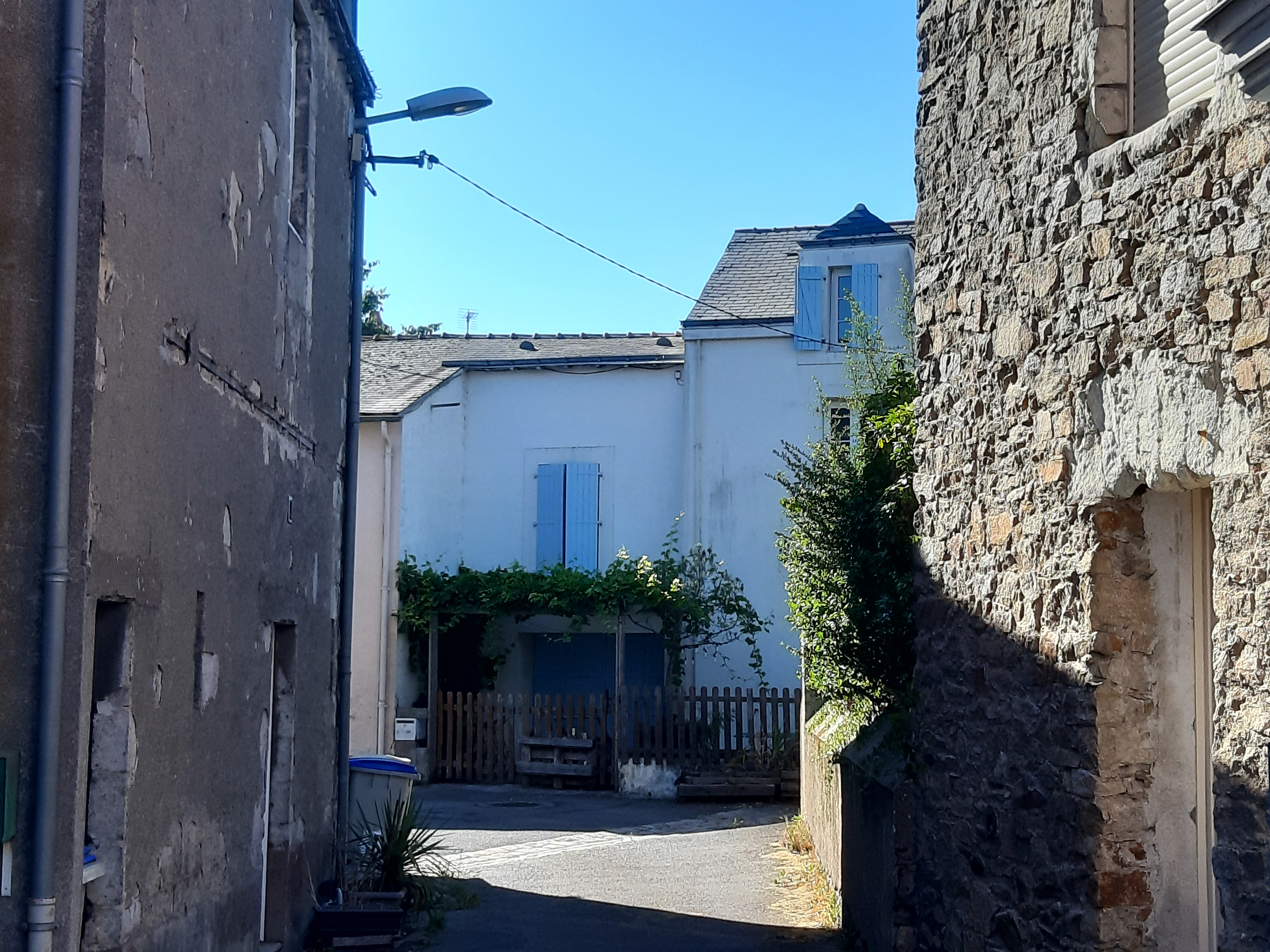
Rue des Roquios
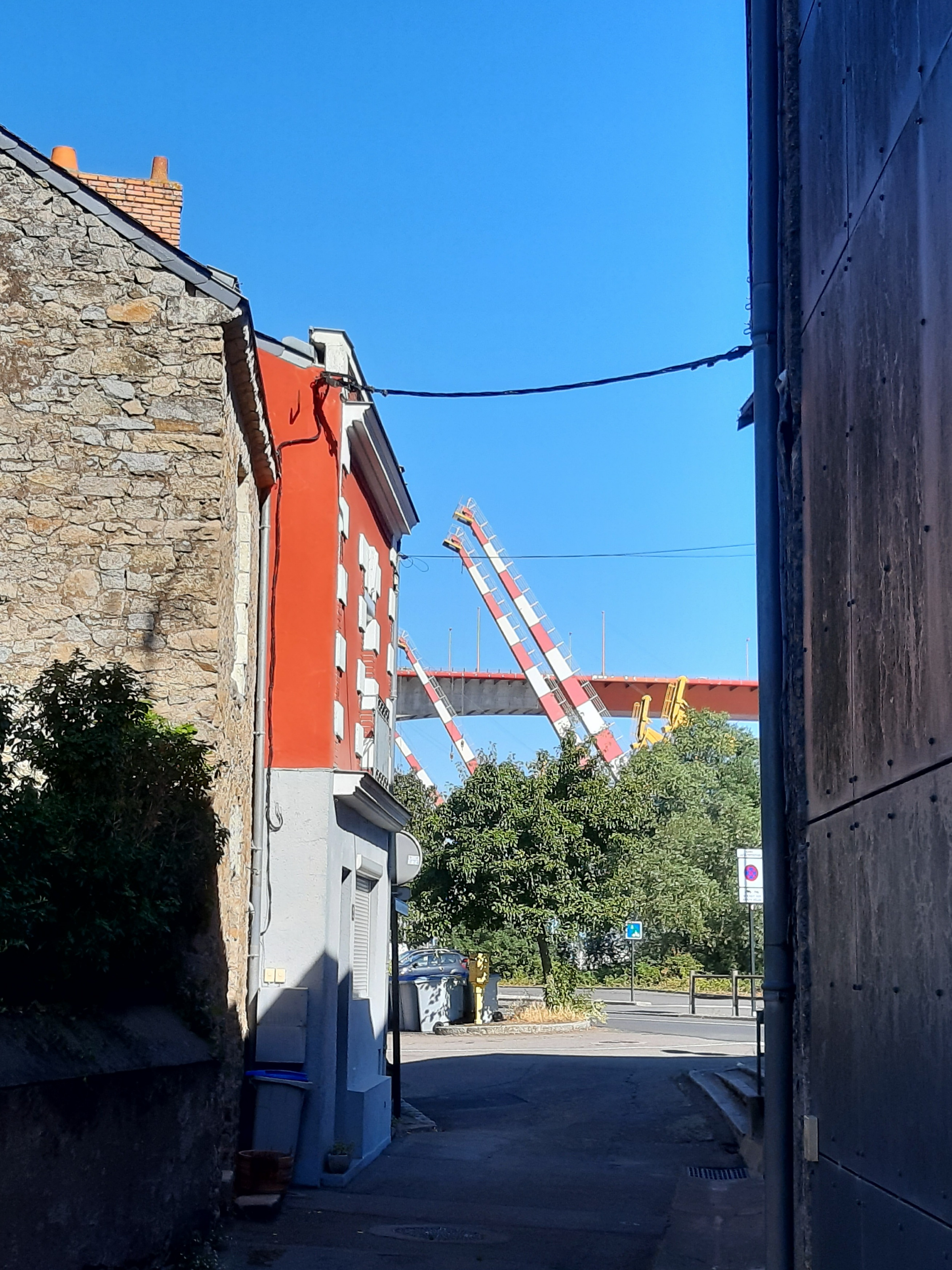
Rue des Roquios
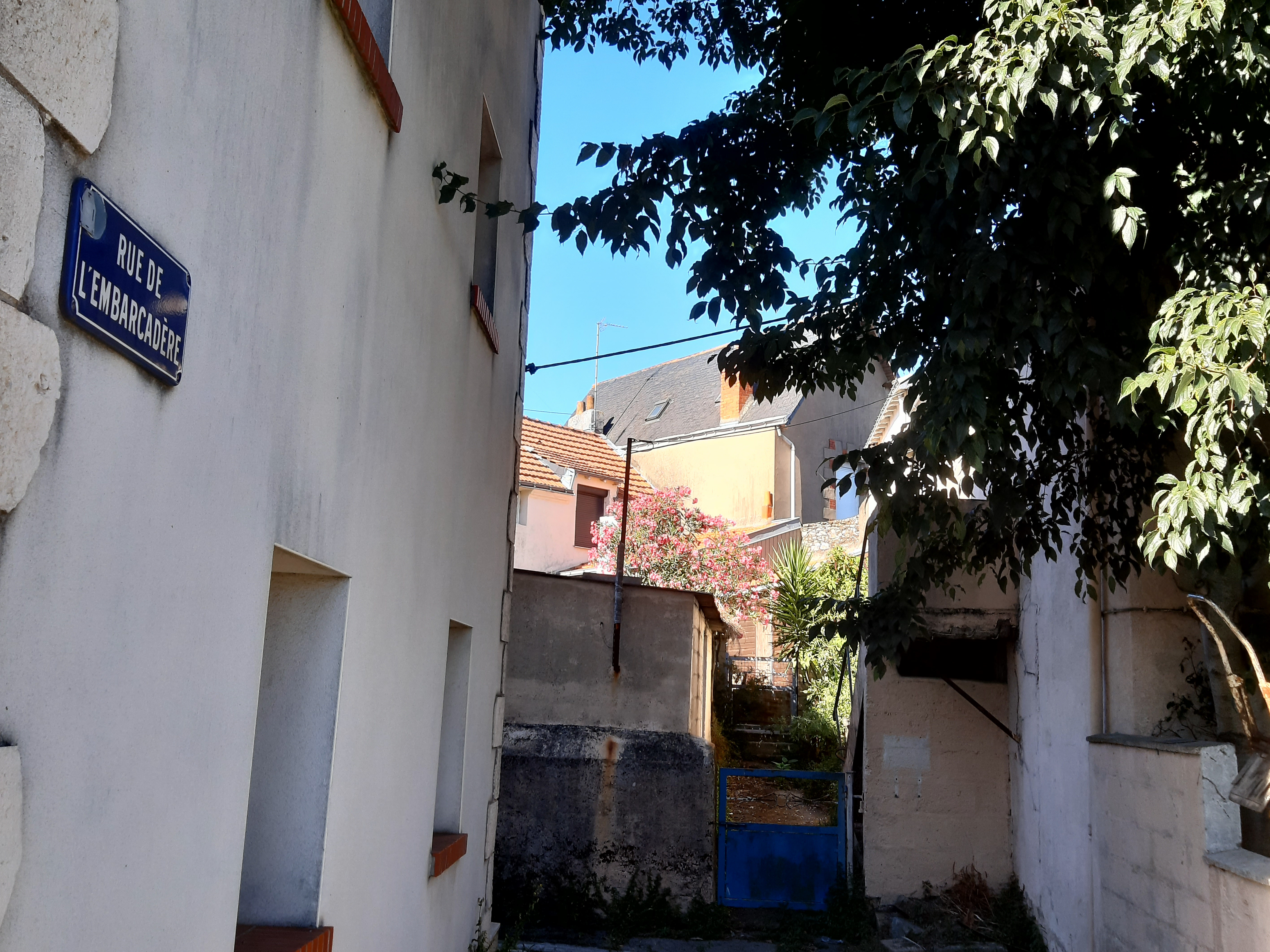
Rue de l'Embarcadère
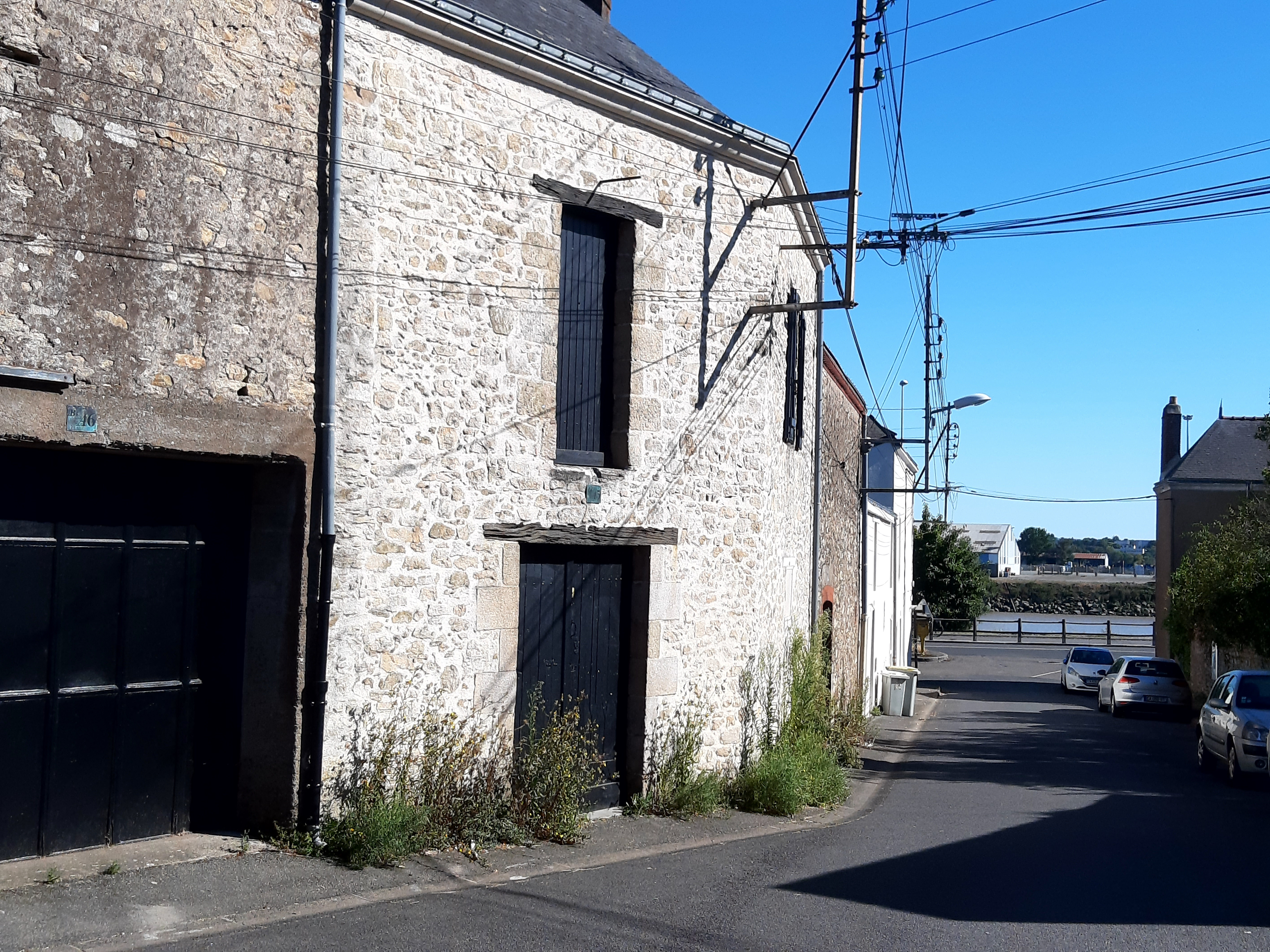
Rue Durance
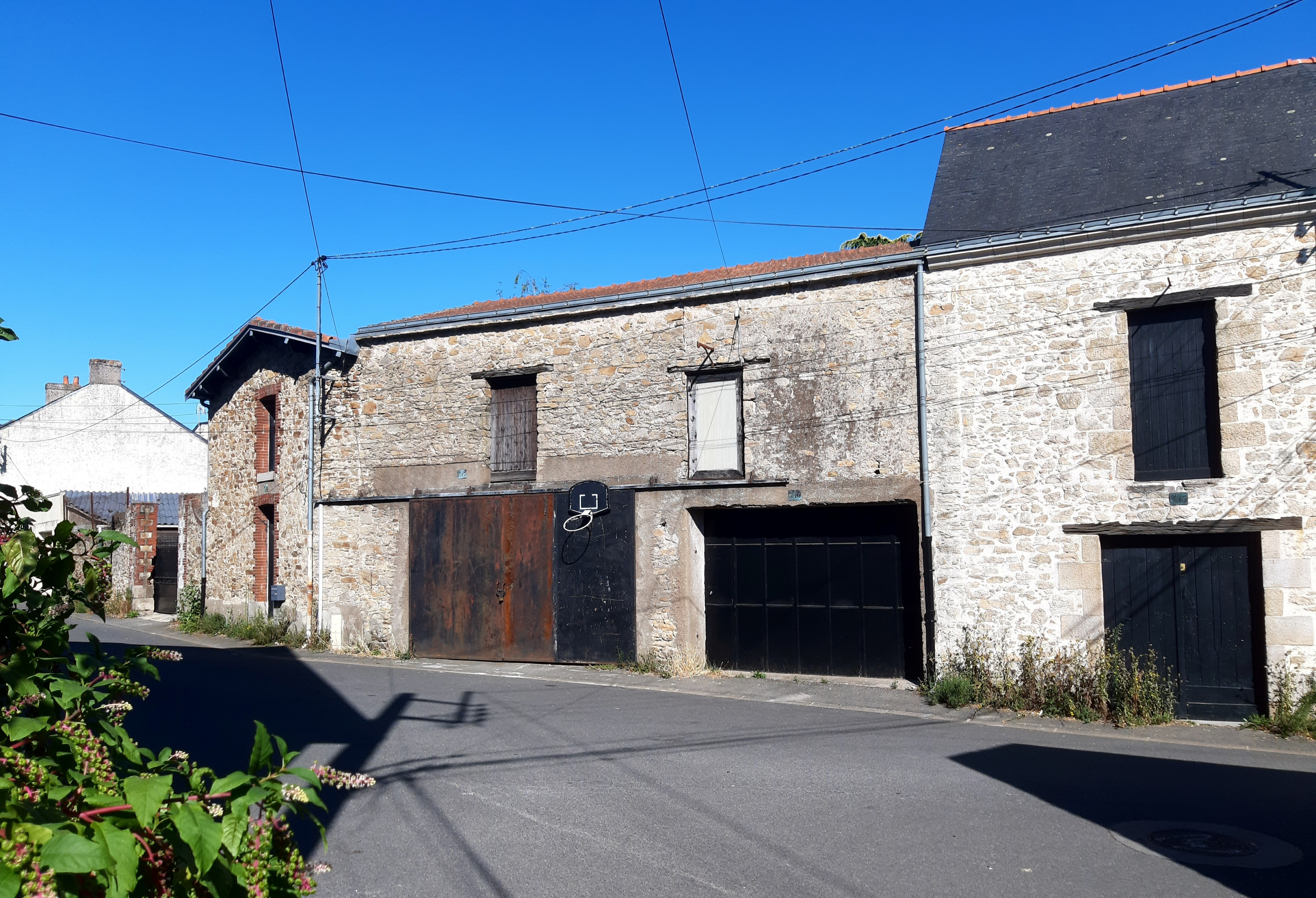
Rue Durance
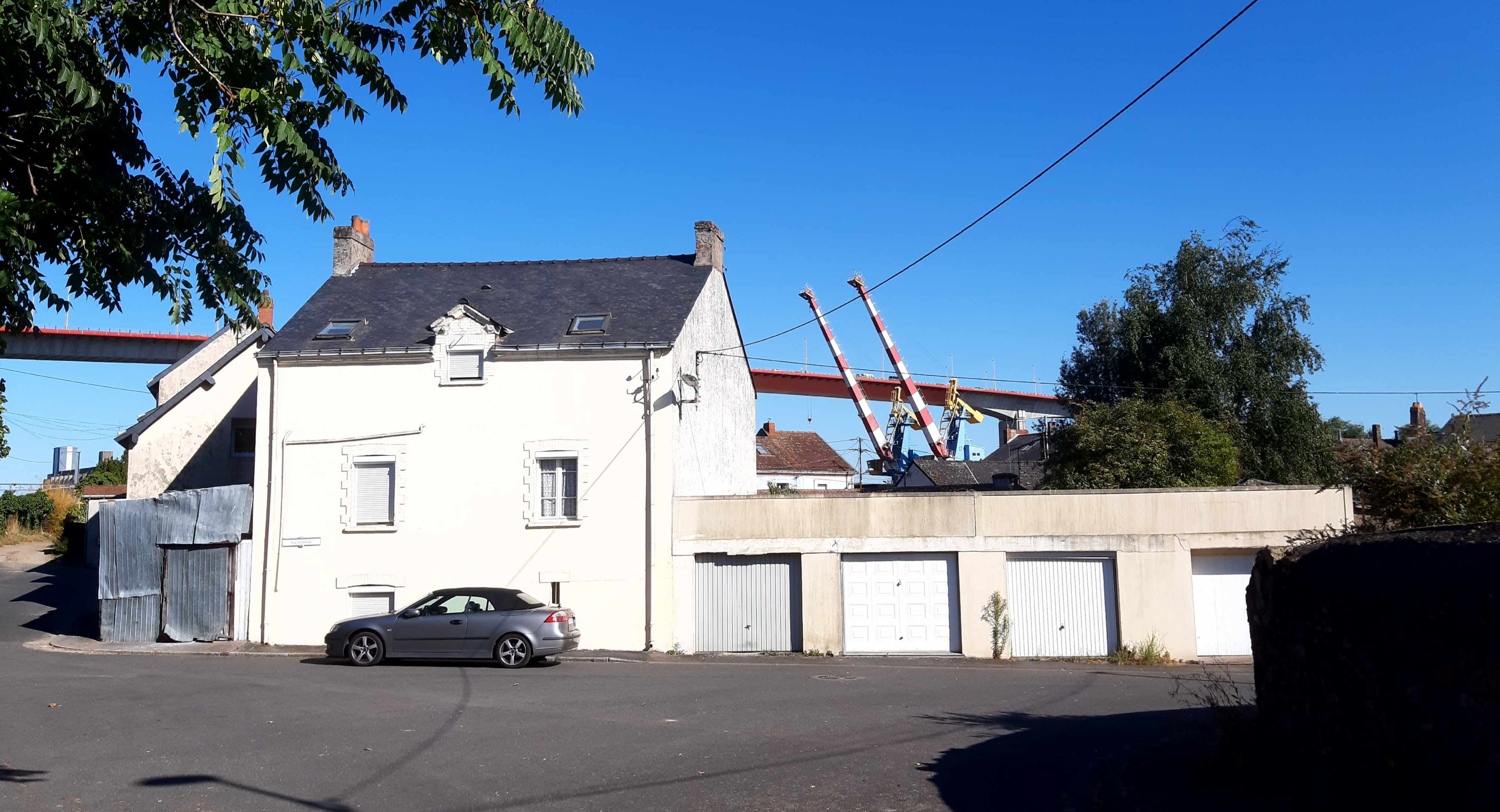
Rue Durance
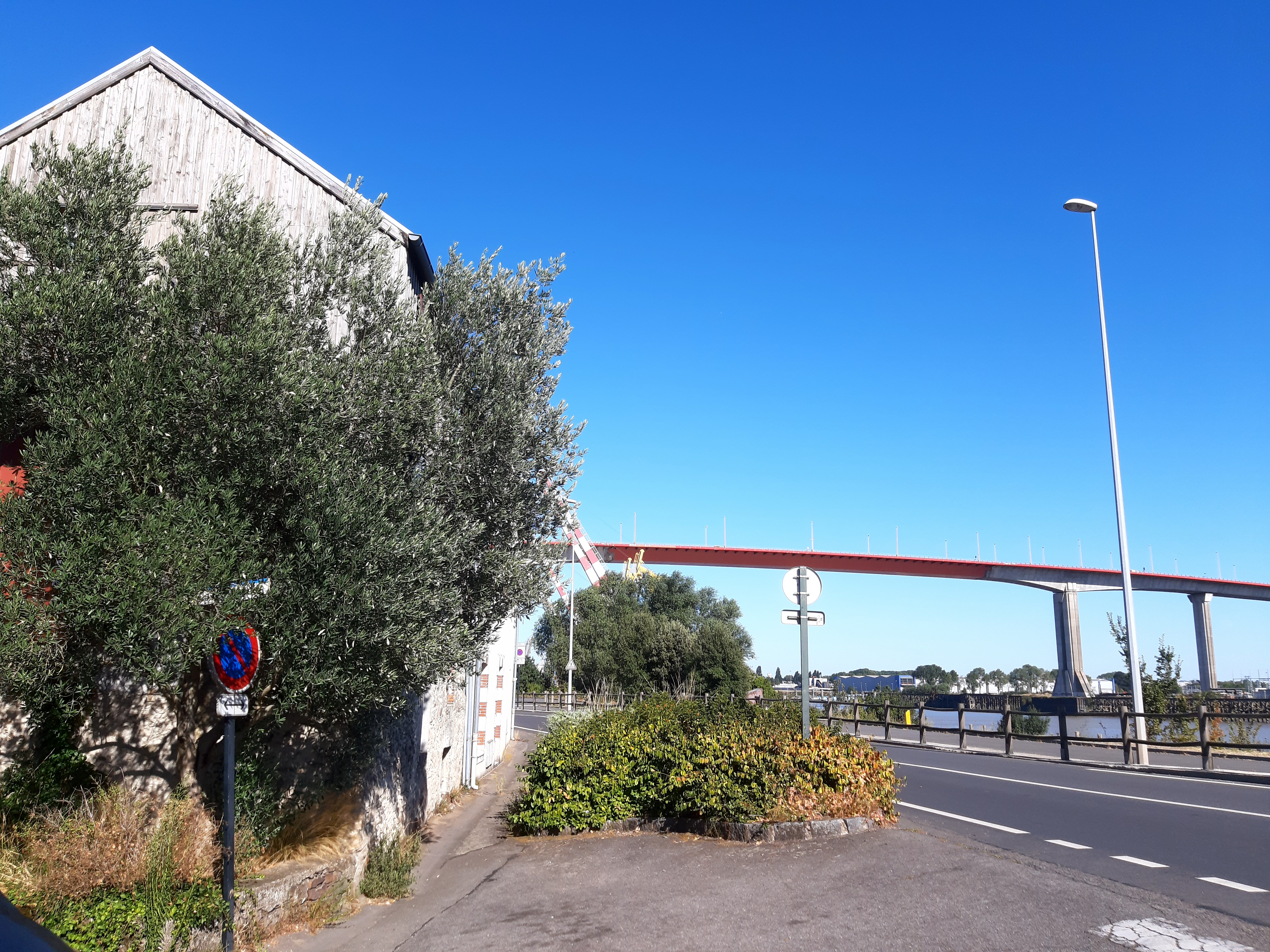
Route de Roche-Maurice